# 圣西尔万蒙泰居
圣西尔万蒙泰居（法語：Saint-Silvain-Montaigut，法語發音：[sɛ̃ silvɛ̃ mɔ̃tɛɡy]）是法国克勒兹省的一个市镇，位于该省中部偏西，属于盖雷区和大盖雷城市公共社区。

## 地理
圣西尔万蒙泰居（46°8'33"N, 1°45'7"E）面积9.55 平方千米，位于法国新阿基坦大区克勒兹省，该省份为法国中部省份，位于法國中央高原西北部，北起安德尔省和谢尔省，西接维埃纳省，南至科雷兹省，东临多姆山省，东北与阿列省接壤。
与圣西尔万蒙泰居接壤的市镇（或旧市镇、城区）包括：拉布里奥讷、加尔唐普、蒙泰居勒布朗、圣莱热勒盖雷图瓦、圣沃里、马尔什地区圣维克托。
圣西尔万蒙泰居的时区为UTC+01:00、UTC+02:00（夏令时）。

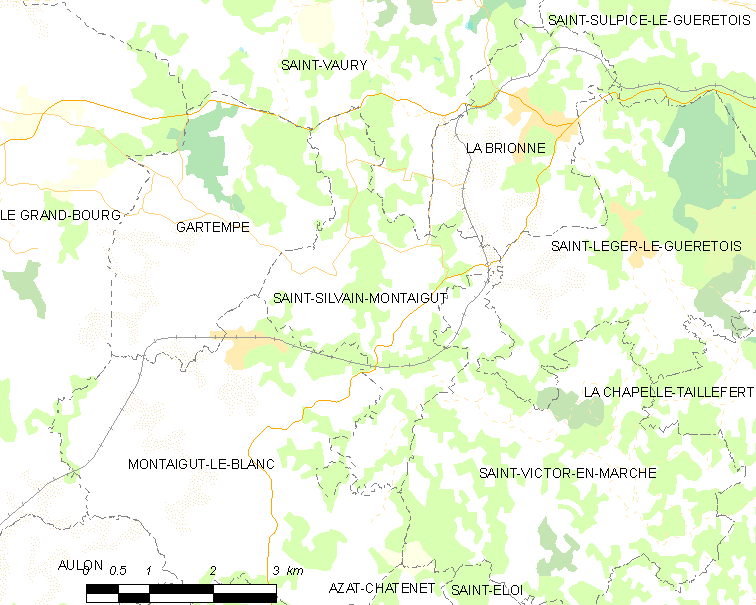
圣西尔万蒙泰居的OSM定位图

## 行政
圣西尔万蒙泰居的邮政编码为23320，INSEE市镇编码为23242。

## 政治
圣西尔万蒙泰居所属的省级选区为盖雷第二县。

## 交通
克勒兹省省道D52A线和D914线等经过圣西万蒙泰居境内。

## 人口

1962-2008年间圣西尔万蒙泰居人口变化图示

圣西尔万蒙泰居于2022年1月1日时的人口数量为193人。